# Англо-французская война (1557—1559)
Англо-французская война 1557—1559 годов — вооруженный конфликт между Англией и Францией в ходе Восьмой Итальянской войны (1551—1559).

## Объявление войны
После разрыва Францией Восельского перемирия в конце 1556 года военные действия между французами и испанцами возобновились. Англичане зимой 1556—1557 опасались попытки французов с помощью измены овладеть Кале.
В марте 1557 Филипп II прибыл в Англию. Французы пытались помешать вступлению Англии в войну, высадив в апреле в районе Скарборо некоего Томаса Стэффорда, протестантского фанатика и племянника примаса английской церкви кардинала Реджинальда Поула. Стэффорд с отрядом в полсотни человек захватил полуразрушенный замок, и выпустил прокламацию, призывавшую к свержению Марии Тюдор. Уже через четыре дня после высадки он был схвачен и в конце мая казнен. Этот инцидент дал королеве формальный повод к войне, которая, несмотря на оппозицию королевского совета, была объявлена 7 июня.
Доход английской короны составлял всего около 300 тыс. фунтов в год, поэтому для финансирования войны пришлось прибегнуть к введению новых налогов, пошлин и прямому вымогательству: так Лондон принудили выплатить 60 тыс. по случаю прибытия супруга королевы.
С конца мая началась переброска в Кале частей из графств Норфолк, Саффолк и Эссекс.

## Кампания 1557 года
15 июня английские корабли совершили нападение на Шербур.
6 июля Филипп отплыл из Англии в Кале с крупной суммой денег в сопровождении эскадры адмирала Ховарда. 15-го казначей Кале Томас Корнуоллис сопроводил испанцев до Гравелина.
22 июля в Кале состоялся военный совет с участием командующего экспедиционными силами графа Пембрука и губернатора Томаса Уэнтворта. Было объявлено о мерах по усилению обороны анклава: в Гин, гарнизон которого насчитывал всего 300 человек, было направлено ещё 500 под командованием Эдварда Брея, и 300 человек было размещено на равнине к востоку от Кале.
30 июля армия Пембрука, насчитывавшая около 7 тыс. чел., выступила из Кале к Сен-Кантену, но присоединилась к испанцам уже после битвы при Сен-Кантене, приняв участие в осаде города. Союзники не ожидали от французов активных действий после августовского поражения и пленения большинства военачальников, но Франсуа де Гиз, 6 октября принявший командование новой 50-тыс. армией, двинулся в Пикардию. У испанцев к ноябрю закончились деньги, и армия была распущена.

## Взятие Кале
Центральным событием войны было отвоевание французами Кале, осуществленное Франсуа де Гизом всего за неделю боевых действий (1—7 января 1558), в результате тщательно подготовленной и проведенной «с почти геометрической точностью» военной операции. Кале капитулировал 8 января, 13-го сдался Гин, и англичане лишились последних владений на французской земле.

## Кампания 1558 года
Летом и осенью в Ла-Манше произошло несколько столкновений между англичанами и французами.
21 июня 1558 французские каперы захватили остров Олдерни. В июле в проливе произошло морское сражение, после которого губернатор Нормандских островов Леонард Чемберлен отвоевал остров. Французы потеряли несколько кораблей и сто пленных.
19 июля англо-фламандский флот совершил нападение на Ле-Конке, а на следующий день произошел бой у Плугонвлена, близ побережья Финистера.
13 августа английские корабли, вошедшие в устье реки А, подвергли обстрелу фланг французской армии, содействовав победе Ламораля Эгмонта над маршалом де Термом при Гравелине.
В декабре французы высадили на Олдерни роту из 400 человек под командованием капитана Леона де Ла Э. Другие роты готовились к захвату Джерси и Гернси, но не успели провести эти акции до окончания войны. В октябре начались переговоры между Францией и союзниками.

## Мирный договор
На переговорах в Като-Камбрези Филипп II, не потерявший к тому времени надежду жениться на Елизавете Английской, пытался отстоять интересы союзника, требуя у французов вернуть Кале. Поскольку было ясно, что Генрих II в этом вопросе не уступит, договорились о передаче города Франции на 8 лет, после чего французы должны были либо выкупить его за 500 тыс. экю, либо очистить.
Фактически, мирный договор не прекратил военных действий, поскольку в Шотландии продолжал находиться французский экспедиционный корпус. Только после неудачной осады Лита англичанами и заключения в 1560 году Эдинбургского договора, закончившего англо-шотландскую войну 1559—1560 годов, мир был восстановлен.
В 1562—1564 по инициативе Елизаветы состоялась новая англо-французская война, и Екатерина Медичи, крайне недовольная вмешательством Англии в первую религиозную войну, больше не считала себя связанной договоренностями 1559 года. По договору 1564 года в Труа потерпевшая поражение Елизавета уступила права на Кале за 120 тыс. крон.